# 金龍中心

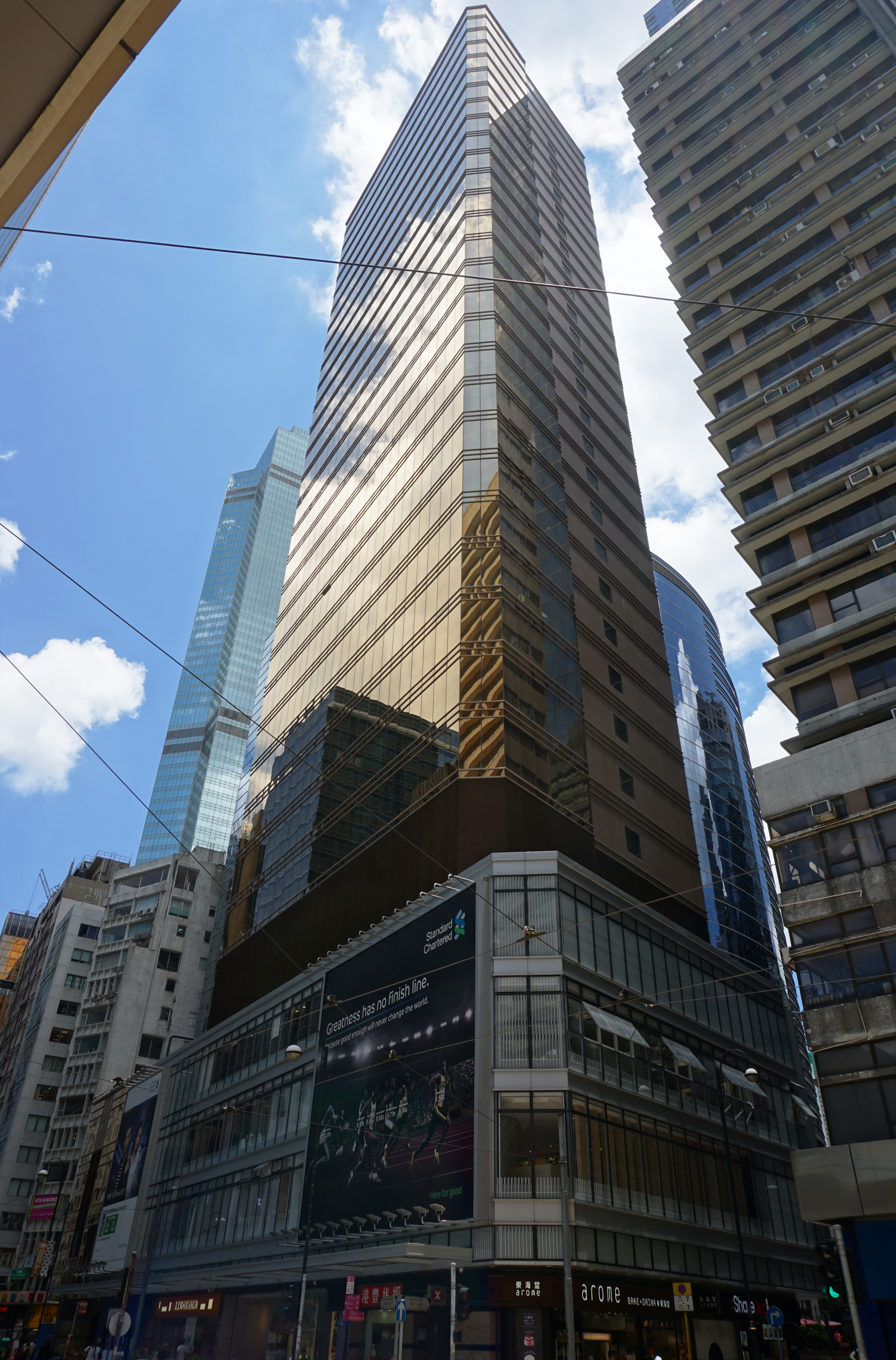
金龍中心

金龍中心（英語：Golden Centre）是位於香港上環德輔道中188號的寫字樓項目，樓高27層，前身是金龍酒樓。 （页面存档备份，存于）
金龍中心於1991年落成，由恒基地產興建。金龍中心建築面積共有15.6萬平方呎，其中商場佔約2.18萬平方呎，而寫字樓佔約13.4萬平方呎。2016年9月，恒基地產以43.68億港元出售金龍中心给聯豐商業集團（Luen Fung Commercial Holdings)。

## 外部連結
- 金龍中心 （页面存档备份，存于）